# Dijmphna
Le Dijmphna est un navire à vapeur gréé en goélette, construit en 1871 en Suède et nommé à l'origine Linköping.
Au cours de ses premières années, Linköping navigue comme navire marchand en mer du Nord et dans la Baltique avant d'être vendu en 1882 à Copenhague un riche commerçant de café et homme d'affaires nommé Antoine Cyrille Frederik Gamél. Le navire prend alors le nom de Dijmphna en mémoire de la mère de Gamèl, Maria Dijmphna Verves, et est renforcé pour naviguer dans les glaces. Il est équipé comme navire d'expédition polaire.

## L'expéditionDijmphna

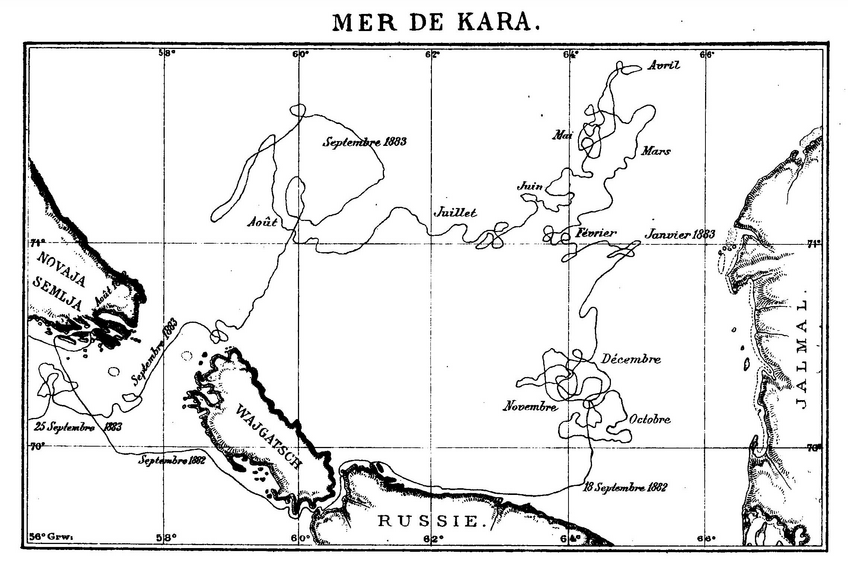
Trajet de l'expédition Dijmphna en mer de Kara.

Le but de l'expédition et la raison de l'achat du navire viennent de l'idée proposée par Andreas Peter Hovgaard selon laquelle une masse terrestre non découverte existe au nord de la péninsule de Taymyr. L'expédition est une des contributions de la première Année polaire internationale et l'un des objectifs est de se joindre à l'expédition néerlandaise dirigée par Maurits Snellen, du navire polaire norvégien Varna.
Le Dijmpna quitte Copenhague le 18 juillet 1882, avec des provisions pour 27 mois, deux semaines après que le Varna a quitté Amsterdam. Le chef de l'expédition est Andreas Peter Hovgaard, avec les lieutenants Niels Theodor Olsen et Alfred Garde comme deuxième et troisième commandants. À bord se trouve également le botaniste Theo Holm.
L'expédition navigue le long de la côte norvégienne, à travers la mer de Barents et jusqu'à la pointe sud de la Nouvelle-Zemble, qui est atteinte le 7 août 1882. De fortes glaces dérivantes sont rencontrées dans la mer de Kara, empêchant toute progression ultérieure. Des études botaniques sont entreprises en Nouvelle-Zemble en attendant que les conditions des glaces s'améliorent. Un mois plus tard, le 7 septembre, le Dijmphna pénètre en la mer de Kara où l'expédition sauve un chasseur russe, Bibikof, coincé en Nouvelle-Zemble depuis deux ans. Après que Bibikof navigue vers le continent, au sud de l'île Vaïgatch, le Dijmphna prend contact avec le Varna. Celui-ci est bloqué dans les glaces. Le Dijmphna essaie de l'aider mais se trouve à son tour coincé. La veille de Noël 1882, les mouvements des glaces deviennent si violents que le Varna est écrasée. L'équipage est transféré sur le Dijmphna. Les glaces ne desserrent l'emprise des navires qu'à la mi-juillet 1883. Le Varna coule. Le Dijmphna continue son voyage. Snellen poursuit ses études, désormais à partir de petits bateaux et de traîneaux, le long de la côte de la Nouvelle-Zemble. Le 25 août 1883, Snellen et son équipage rencontrent le navire de Adolf Erik Nordenskiöld, envoyé à leur recherche, et ils sont ramenés à Hammerfest, où ils peuvent envoyer un message à Gamél indiquant que le Dijmphna et son équipage ont terminé leur voyage. Il s'agit du premier signe de vie donné depuis plus d’un an. Cependant, les ennuis pour le Dijmphna ne sont pas finis. Le 2 août, le lendemain du départ du Snellen du navire, l'arbre d'hélice se brise et le navire se retrouve de nouveau coincé dans les glaces. La glace ne desserre son emprise que le 13 septembre. Le navire peut enfin gagner Vardø, en Norvège qu'il atteint début novembre. Il y est réparé. Il fait ensuite une courte escale à Göteborg et arrive finalement à Copenhague le 9 décembre 1883, pour recevoir un accueil royal.

## Hommage
Le détroit du Dijmphna dans le nord-st du Groenland entre l'île Hovgaard et l'île Lynn, a été nommé en l'honneur du navire par l'Expédition Danmark.